# Kunějovice
Kunějovice är en ort i Tjeckien.   Den ligger i regionen Plzeň, i den västra delen av landet, 90 km väster om huvudstaden Prag. Kunějovice ligger 482 meter över havet och antalet invånare är 124.
Terrängen runt Kunějovice är lite kuperad. Runt Kunějovice är det ganska glesbefolkat, med 40 invånare per kvadratkilometer. Närmaste större samhälle är Plzeň, 16,2 km sydost om Kunějovice. Omgivningarna runt Kunějovice är en mosaik av jordbruksmark och naturlig växtlighet.